# (1547) Nele
(1547) Nele es un asteroide que forma parte del cinturón de asteroides y fue descubierto por Paul Bourgeois el 12 de febrero de 1929 desde el Real Observatorio de Bélgica, Uccle.

## Designación y nombre
Nele se designó inicialmente como 1929 CZ.
Más adelante fue nombrado por la esposa de Till Eulenspiegel, un personaje de las leyendas medievales alemanas.

## Características orbitales
Nele está situado a una distancia media del Sol de 2,644 ua, pudiendo acercarse hasta 1,972 ua. Tiene una inclinación orbital de 11,75° y una excentricidad de 0,2541. Emplea en completar una órbita alrededor del Sol 1570 días.